# Habitation Zévallos
Ne doit pas être confondu avec Palais Zevallos.
L'habitation Zévallos est une ancienne exploitation agricole sucrière située au Moule, sur Grande-Terre, dans le département de la Guadeloupe, en France. Fondée au XIXe siècle comme usine centrale sucrière regroupant la production de plusieurs exploitations, elle cesse son activité en 1901. Elle est inscrite aux monuments historiques en 1987 puis classée en 1990.

## Historique

### Fondation et développement auXIXesiècle
Le site est historiquement celui d'une plantation de canne à sucre fondée au début du XVIIIe siècle et regroupant, à la suite du mariage de Philippe Dominique de Parisis de Zévallos et Renée-Adélaïde Van Shalchwick (issue de réfugiés hollandais), les terres de deux riches familles installées en Guadeloupe sur un domaine de 1 000 ha en 1802.
Sous l'impulsion du Comte de Chazelles (1800-1866) et d'Adolphe Lebaudy, une usine centrale sucrière est construite en 1844 par la Compagnie des Antilles et constitue alors la première installation de ce type dans l'archipel – avec l'usine centrale de l'Habitation Marly à Sainte-Anne édifiée contemporainement –, conduisant à une réorganisation importante de la production de sucre sur l'île avec le traitement centralisé des cannes produites par différents producteurs indépendants des secteurs Bellemare, Bellevue, Jaloriste, La Guillotière, Letaye, Sainte-Catherine, Saint-Jean et Saint-Quentin,. L'usine est vendue trois ans plus tard.

### Période Duchassaing de Fontbressin
À la fin des années 1860, le domaine est racheté par Auguste Duchassaing de Fontbressin qui va l'exploiter avec des migrants indiens. La maison du directeur de l'habitation Zevallos est alors édifiée entre 1868 et 1871 à partir d'éléments en kit conçus en atelier, avec des colonnades, charpente, frises et marquise en dentelle de métal. Selon des historiens, elle aurait été créée dans les ateliers de Gustave Eiffel – cette origine restant controversée – pour un planteur de coton louisianais qui comptait en doter ses filles jumelles,. Les éléments des deux maisons similaires se trouvaient sur un bateau qui connut une avarie lors de son arrivée à Pointe-à-Pitre. Récupérés, ils sont mis en vente aux enchères en Guadeloupe et acquis par Duchassaing ; la seconde maison est celle d'Ernest Souques (le directeur de l'usine Darboussier) à Pointe-à-Pitre, devenue en 1987 le musée Saint-John-Perse,.

### Déclin auXXesiècle
Au tournant du XXe siècle, les propriétaires vont se succéder rapidement durant trente ans en raison des fluctuations des prix internationaux du sucre et des récoltes de canne. Endettés auprès du Crédit foncier colonial, les propriétaires de l'exploitation doivent la lui céder en 1901. Mise en adjudication, le conseiller municipal de Pointe-à-Pitre et conseiller général socialiste de la Guadeloupe, Raphaël Wachter, rachète l'usine en septembre 1902 pour en faire une distillerie agricole,. En 1905, l'usine Zévallos est reprise par un syndicat d'ouvriers agricoles qui tentent d'exploiter industriellement la plantation ; le projet périclitera. En 1911, c'est au tour de Koch Foccart d'acquérir l'exploitation, qui est finalement rachetée en 1927 par l'usine Sainte-Marthe.

### Élément patrimonial
Classée Monument historique depuis le 24 septembre 1990,, elle est acquise en 1999 par Rosan Debibakas, un entrepreneur de travaux publics et ancien propriétaire de la distillerie Delisle – dont les grands-parents, d'origine indienne, avaient travaillé toute leur vie dans la sucrerie –, devenant le vingtième propriétaire de la maison.
Un important projet de restauration – comprenant son démontage et sa reconstruction après restauration des éléments en fer particulièrement rouillés par les embruns – est en cours. Sa réalisation est subordonnée au financement de cette opération à hauteur de 2 millions d'euros. Le 30 juin 2020, le projet est retenu pour un financement par le Loto du patrimoine comme l'un des dix-huit sites emblématiques de l'édition annuelle,.

## Architecture
La maison du directeur, construite à partir d'éléments préfabriqués, aurait été importée de la Nouvelle-Orléans vers 1870. Elle est de style colonial créole, mais en fer et en briques roses, couverte à la base de tuiles avec une galerie au rez-de-chaussée et au premier étage ceinturée par des balcons circulaires en fer. En 1894, les tuiles sont remplacées par des tôles tout en conservant son originalité architecturale. Sa structure métallique, laisse supposer l’intervention de l’atelier Eiffel[réf. nécessaire]. La marquise, seul ajout à la structure de base, porte les initiales de Joseph Auguste Duchassaing. Le rez-de-chaussée comprend une vaste salle ; l'étage est doté de trois pièces. La maison est construite sur un soubassement possédant un vide-sanitaire de deux mètres de hauteur, accessible par une trappe dans le jardin, permettant de s'abriter des cyclones.
Elle a été bâtie sur une propriété d’une superficie de 2,3 hectares abritant une ancienne sucrerie – dont subsiste la cheminée industrielle de Zévallos – et dispose toujours de la balance et du système d’aiguillage qui sont classés.

## Accès et visite
L'habitation Zévallos est située au lieu-dit éponyme le long de la route nationale 5 (ou route de Saint-François, au croisement avec la route de la Porte-d'Enfer) à 4 km au sud-est du centre-ville du Moule.
Le rez-de-chaussée de la maison coloniale et le domaine de deux hectares peuvent être visités du mercredi au samedi.